# Literal (lógica matemática)
Na lógica matemática, um literal é uma fórmula atômica (átomo) ou a negação de um átomo. Os literais podem ser divididos em dois tipos:
- Um literal positivo nada mais é do que um átomo.
- Um literal negativo é a negação de um átomo.

Dois literais são ditos opostos ou complementares se um deles é a negação do outro. É usual denotar-se por {\displaystyle q^{op}} o literal oposto a {\displaystyle q}.
Um literal {\displaystyle q} é dito puro em um conjunto de cláusulas {\displaystyle S} se este conjunto não contém cláusulas da forma {\displaystyle (D\vee q^{op}\vee E).}